# Lijst van spelers van 1. FC Union Berlin
Deze lijst bevat voetballers die bij de Duitse voetbalclub 1. FC Union Berlin spelen of gespeeld hebben. De namen zijn alfabetisch gerangschikt.

## A
| - Suleiman Abdullahi - René Adamczewski - Mohamed Amsif | - Sebastian Andersson - Ivaylo Andonov - Robert Andrich | - Andreas Anter - Adrian Antunović - Maurice Arcones | - Horst Assmy - Taiwo Awoniyi |

## B
| - Heiner Backhaus - Jiří Balcárek - Sergej Barbarez - André Barylla - Werner Basel - Erdal Bastürk - Herbert Bauda - Daniel Bauer - Steffen Baumgart - Sheraldo Becker - Christian Beeck - Siegfried Behrendt - Tijani Belaïd | - Jürgen Belger - Felix Below - Michael Bemben - László Bénes - Thoralf Bennert - Manuel Benthin - Karim Benyamina - David Bergner - Arijan Berisha - Olaf Besser - Harald Betke - Sven Beuckert - Andreas Biermann - Shergo Biran | - Dieter Blochel - Peter Blüher - Thomas Boden - László Bodnár - Thorsten Boer - Fritz Bohla - Erhard Bolduan - Sebastian Bönig - Uwe Borchardt - Steffen Borkowski - Ismaël Bouzid - Levente Bozsik | - Axel Brademann - Sören Brandy - Wilfried Bruhs - Heini Brüll - Björn Brunnemann - Florian Bruns - Tomáš Bruško - Gerhard Buchholz - Marius Bülter - Carsten Busch - Jakob Busk - Steffen Büttner |

## C
| - Carlos Mané - Carlos Silvio | - Hajrudin Catic - Ferdinand Chifon | - Almedin Civa - Ryan Coiner | - Sebastian Creutzberg - Marek Czakon |

## D
| - Dario Dabac - Fritz Daberkow - Heinz Dahms - Jörn Dahms - Dallapicola - Daniel Teixeira | - Dennis Daube - Martin Dausch - Paul Decker - René Deffke - Laurenz Dehl - Frank Deville | - Albert Dietz - Lars Dietz - Lutuf Dinc - Petar Divić - Danilho Doekhi - Hüzeyfe Dogan - Michael Dörfel | - Dörich - Konrad Dorner - Dreßler - Dzinbowski - Božidar Đurković |

## E
| - Chinedu Ede - Mario Eggimann - Dieter Eichler | - Youssef El-Akchaoui - Émerson - Keita Endo | - Steffen Enge - Lothar Enzmann | - Daniel Ernemann - Joachim Ernst |

## F
| - Fabio de Souza - Christian Fährmann - Holger Fandrich - Hartmut Felsch - Oscar Ferreira | - Werner Fiedler - Cristian Fiél - René Finger - Thomas Fischer - Florian Flecker | - Kurt Förster - Sven Förster - Jacek Frąckiewicz - Horst Franke - Max Franke | - Marvin Friedrich - Fabian Fritsche - Georg Froese - Stephan Fürstner |

## G
| - Gades - Luis Gallegos - Reinhard Gärtner - Alfred Gaulke - Marco Gebhardt - Wolfgang Gehrke | - Hartwig Gent - Christian Gentner - Niko Gießelmann - Rafał Gikiewicz - Stephan Gill - Willi Ginzel | - Jan Glinker - Akaki Gogia - Daniel Göhlert - Abdallah Gomaa - Robin Gosens - Thomas Grether - Greve | - Gordan Griebsch - Sebastian Griesbeck - Groth - Jack Grubert - Michael Gspurning - Richard Gutsche |

## H
| - Daniel Haas - Hans-Joachim Hackbarth - Peter Hackbusch - Christoph Haker - Kurt Hallex - August Hamann - Heinz Hanne - Klaus Hannemann - Jens Härtel - Klaus Härtel - Marcel Hartel | - Detlef Hartmann - Henry Häusler - Martin Hauswald - Andreas Hawa - Simon Hedlund - Mathias Hein - Karsten Heine - Werner Heine - Jörg Heinrich - Klaus-Dieter Helbig - Lars Heller | - Detlef Helms - Lutz Hendel - Jens Henschel - Simon Henzler - Daniel Herold - Norbert Herrmann - Uwe Hessel - Dustin Heun - Wolfgang Hillmann - Michael Hinz - Olaf Hirsch | - Oliver Hofmann - André Hofschneider - Günter Hoge - Sebastian Hollenbach - David Hollwitz - Wolfgang Horter - Philipp Hosiner - Marcel Höttecke - Lutz Hovest - Florian Hübner - Wolfgang Hübscher |

## I
| - Rainer Ignaczak | - Uche Igwe | - Marcus Ingvartsen | - Harun Isa |

## J
| - Willi Jachmann - Jürgen Jahn - Steven Jahn | - Michael Jakob - Ronny Jank - Antoni Jeleń | - Bernd Jessa - Bernd Jopek - Björn Jopek | - Björn Joppe - Wolfgang Juhrsch - Hans Jung |

## K
| - Julius Kade - Cihan Kahraman - Frank Kaiser - Helmut Kalbe - Dirk Kampfhenkel - Rene Kanow - Albert Kappe - Loris Karius - Markus Karl - Milan Kashmerov - Dietmar Katarczynski - Heinz Kaulmann - Jeff Kayser - Salif Keïta - Bernd Kempke - Markus Kernal - Benjamin Kessel | - Dirk Ketzer - Ingo Kimmritz - Paul Kirstein - Klaue - Klaus - Günter Klausch - Franz Klautzsch - Gerald Klews - Marcel Klonz - Daniel Klose - Oliver Klotz - Hermann Kneip - Robin Knoche - Eilert Knüppel - Daniel Knuth - Martin Kobylański - Benjamin Koch | - Leonard Koch - Erhard Kochale - Dirk Koenen - Benjamin Köhler - Patrick Kohlmann - Hristo Koilov - Frank Kolbe - Santi Kolk - Kim Konrad - Björn Kopplin - André Koranski - Klaus Korn - Raffael Korte - Oskar Kosche - Ingolf Koß - Marco Kostmann - Robert Kovačić | - Nart Kovulmaz - Ivan Kozák - Peter Közle - Damir Kreilach - Emil Kremenliev - Robert Kretzschmar - Steve Kroll - Felix Kroos - Krüger - Andreas Krüger - Max Kruse - Waldemar Ksienzyk - Karl Kullich - Marco Küntzel - Tobias Kurbjuweit - Peter Kurzweg - Herbert Kuscha |

## L
| - Olaf Ladewig - Heiko Lahn - Lukas Lämmel - Reinhard Lauck - Hans-Joachim Laurisch - Heinz Lehninger | - Toni Leistner - Leithold - Christopher Lenz - Günter Lerch - Falko Leuschner | - Henryk Lihsa - Horst Linde - Harald Lindner - Marco Löring - Joachim Loth | - Karsten Lüders - Rudi Lüdtke - Harry Ludwig - Andreas Luthe - Hermann Lux |

## M
| - Tim Maciejewski - Ahmed Madouni - Kevin Maek - Mario Maek - Philip Malinowski - Yunus Mallı - Lennard Maloney - Leo Marić - Goran Markov - Erich Maron | - Erhard Marquardt - Tom Martins - Otto Martwig - Enica Matache - Markus Mätschke - Vittorio Mattera-Iacono - Wolfgang Matthies - Torsten Mattuschka - Gibby Mbasela - Joshua Mees | - Frank Melzer - Jacek Mencel - Christoph Menz - Steffen Menze - Heinz Merbs - Daniel Mesenhöler - Lothar Meyer - Vančo Micevski - Florian Milatz - Lutz Möckel | - Michael Molata - Mathias Morack - Lennart Moser - John Mosquera - Bernd Müller - Florian Müller - Franz Müller - Gert Müller - Rainer Müller - Benedetto Muzzicato |

## N
| - Andreas Nagel - Herbert Nawrath - Bajram Nebihi - Adam Nemec | - Ulrich Netz - Frank Neumann - Moritz Nicolas | - Eric Niendorf - Adrian Nikçi - Ronny Nikol | - Günter Noack - Denis Novacic - Dieter Nowatzki |

## O
| - Adnan Ocelli - Konstantin Ognjanovic | - Dirk Ohlbrecht - Chibuike Okeke | - Yuzuru Okuyama - Leo Oppermann | - Oliver Oschkenat - Barış Özbek |

## P
| - Frédéric Page - Klaus Papies - Michael Parensen - Michael Paschek - Nico Patschinski - Silvio Pätz - Sebastian Patzler - Kristian Pedersen - Dominic Peitz | - Penk - Peter Pera - Tom Persich - Daniel Petrowsky - Thomas Petzold - Marc Pfertzel - Achim Pfuderer - Martin Pieckenhagen | - Frank Placzek - Emanuel Pogatetz - Joel Pohjanpalo - Jérôme Polenz - Sebastian Polter - Dion Popov - Aidas Preiksaitis - Ralph Probst | - Ulf-Volker Probst - Roman Prokoph - Grischa Prömel - Bernd Prüfer - Ulrich Prüfke - Kilian Pruschke - Denys Prychynenko - Roberto Punčec |

## Q
| - Bernd Quade | - Collin Quaner | - Ralf Quest | - Christopher Quiring |

## R
| - Herbert Raddatz - Ralf Rambow - Nicolai Rapp - Marcel Rath - Bernd Rauw - Ahmed Waseem Razeek - Kenny Redondo - Dennis Rehausen - Dirk Rehbein | - Marko Rehmer - Ken Reichel - Sven Reimann - Utz Reincke - Olaf Reinhold - Peter Rentzsch - Peter Riedtke - Mike Rietpietsch | - Sreto Ristić - Heinz Rogge - Salvatore Rogoli - Rainer Rohde - Erwin Röhrens - Harry Röllke - Bernd Röpcke - Mirko Rosocha | - Marco Roßdeutscher - Tom Rothe - Stephan Rother - Andreas Ruhmland - Wilhelm Rump - Steven Ruprecht - Dieter Ruttig - Tim Ruttke - Julian Ryerson |

## S
| - Kenan Şahin - Paul Salisch - Hans-Joachim Sammel - Jan Sandmann - Holger Sattler - Halil Savran - Tobias Scharlau - Heiko Schickgram - Horst Schiller - Steffen Schlegel - Keven Schlotterbeck - Nico Schlotterbeck - Manuel Schmiedebach - Herbert Schmiedegoll - Ingolf Schneider - Tom Schneider | - Peter Schoknecht - Rainer Schönborn - Fabian Schönheim - Christoph Schösswendter - Horst Schotte - Rayk Schröder - Bernd Schulz - Daniel Schulz - Günther Schulz - Karl Schulz - Jörg Schwanke - Georg Schweiger - Werner Schwenzfeier - Olaf Seier - Albert Seipp - Marco Sejna | - Heinz Semmler - Kurt Senglaub - Joachim Sigusch - Karsten Simon - Ivica Simunec - David Siradze - André Sirocks - Ervin Skela - Bruno Skibitzki - Wolfgang Skibitzki - Steven Skrzybski - Thomas Sobotzik - Peter Soland - Mirko Soltau - Walter Sowade | - Aleksey Spasskov - Otto Splittgerber - Guido Spork - Erich Standke - Jürgen Steinke - Jürgen Stoppok - Ralf Sträßer - Matthias Straub - Richard Strehlow - Christian Streit - Norman Struck - Christian Stuff - Heinz Stüwe - Neven Subotić - Valmir Sulejmani |

## T
| - Nicky Taubert - Berkan Taz - Simon Terodde - Ronny Teuber - Cedric Teuchert | - Maxi Thiel - Günter Thiele - Heiner Thomas - Nico Thomaschewski - Paul Thomik | - Tieke - Torrejón - Maurice Trapp - Marko Tredup - Henry Treppschuh | - Norbert Trieloff - Christopher Trimmel - Kurt Trotschinsky - Jens Tschiedel |

## U
| - Boné Uaferro - Atsuto Uchida | - Meinhard Uentz - Rüdiger Uentz | - Anthony Ujah | - René Unglaube |

## V
| - Sixten Veit - Yorbe Vertessen - Kostadin Vidolov | - Bernd Vogel - Frank Vogel | - Patrick Vogel - Werner Voigt | - Nenad Vuckovic - Vidmantas Vysniauskas |

## W
| - Mario Waldow - Ingo Walter - Bernd Wargos - Erwin Wax - Rolf Weber - Tobias Weber - Pascal Wedemann - Andreas Wegener - Holger Wehlage | - Kay Wehner - Weinheimer - Michael Weinrich - Weise - Gerhard Weiß - Wolfgang Weißenborn - Mischa Welm - Ingolf Weniger - Ulrich Werder | - Dominik Werling - Kurt Werner - Niklas Wiebach - Hannes Wilking - Benjamin Wingerter - Günther Wirth - Peter Wirth - Axel Wittke - Gerhard Wittke | - Rene Wolter - Bobby Wood - Rainer Wroblewski - Torsten Wruck - Wolfgang Wruck - Robert Wulnikowski - Ingo Wunderlich - Dieter Wünsch - Harry Wunstorf |

## Y
- Mac Younga-Mouhani

## Z
| - Adalbert Zafirov - Michael Zechner - Harry Zedler - Eroll Zejnullahu - Piotr Żelazowski | - Ziemke - Zillgitt - Matthias Zimmerling - Andreas Zimmermann | - Olaf Zimmermann - Martin Zöller - Jupp Zöllner - Jens-Uwe Zöphel | - Patrick Zoundi - Markus Zschiesche - Paul Zschörner - Robert Žulj |